# Isabelle Quenin
Pour les articles homonymes, voir Quenin.
Isabelle Quenin, née le 26 septembre 1964, est une journaliste française de radio et de télévision.

## Biographie
D'origine basque française par son père et basque espagnole par sa mère, Isabelle Quenin passe une maîtrise de droit à l'Université Paris II en 1980,.

### Carrière à la radio
En 1981, elle fait ses débuts à la radio avec la matinale de la radio libre parisienne Radio Service Tour Eiffel. Elle y présente Matin Bulles jusqu'en 1986, quand cette station cesse d'émettre.
Isabelle Quenin rejoint Radio France en juin 1987, d’abord à France Info, où elle présente une chronique sur la télévision, avant de rejoindre brièvement France Inter, en janvier 1989, à l'appel d'Ève Ruggieri, pour l'émission quotidienne Intéressez-moi, intéressez-vous. Ce n'est pas du goût de Pierre Bouteiller, nouveau directeur de la station, qui lui attribue une nouvelle émission hebdomadaire, Secrets de stars, avant de la remercier en septembre 1990,.
En 1995, Philippe Labro, directeur de RTL, la recrute pour remplacer, à partir du 9 octobre 1995, Didier Derlich, malade. Jusqu'en 1997, Isabelle Quenin anime La vie, c'est la vie, les après-midis sur RTL, puis elle quitte la station pour lancer un magazine de presse.
Elle succède parallèlement, en 1997, à Évelyne Pagès pour la coprésentation, le samedi après-midi, de RTL cinéma, avec Remo Forlani, puis de RTL cinéma le jeu. RTL cinéma devient Tous les goûts sont permis en 2001, Isabelle Quenin étant désormais entourée de chroniqueurs dans différents domaines : jardinage (Patricia Beucher), sortie, cinéma (Remo Forlani), musique (Antony Martin), bricolage (Robert Longechal, etc.). L'émission est remplacée en septembre 2004 par J'aime beaucoup ce que vous faites toujours animée par elle.
Du 5 février 2002 jusqu'à juin 2002, elle présente en semaine, de 14 h 30 à 16 h 30, le magazine Éclats de vie, en remplacement de Valérie Bénaïm, partie en congé maternité. L'émission devient C’est la vie durant la saison 2002-2003. Isabelle Quenin y reçoit des invités et des personnalités autour de thèmes d'actualité dans une émission d'une heure en direct. À partir de septembre 2002, toujours sur RTL, tout en présentant les après-midis, elle anime chaque soir le magazine de société Ma nuit au poste.
À RTL, Isabelle Quenin s'est également fait entendre de façon ponctuelle dans Les Grosses Têtes de Philippe Bouvard. En juin 2006, ses deux émissions sur RTL s'arrêtent. En 2006, elle anime à Radio Monop' plusieurs mini-rendez-vous à caractère promotionnel dans les magasins Monoprix.
En août 2008, Isabelle Quenin rejoint Europe 1 pour animer deux chroniques, à 6 h 20, dans les matinales du week-end : Les clefs de la maison le samedi et Quelqu'un de bien le dimanche. En décembre 2008, elle remplace Isabelle Martinet à la présentation de la chronique quotidienne Coup de pouce qui deviendra Code barre à la rentrée 2009, à 6 h 49, et d'une rubrique « consommation » dans Le grand direct de l'actu, animé par Jean-Marc Morandini. Ces chroniques dureront jusqu'en 2013
Elle co-présente avec le docteur Gérald Kierzek durant la saison 2016-2017 une émission consacrée à la santé le matin. Durant la saison 2017-2018, elle présente une émission quotidienne intitulée La Vie devant soi toujours sur Europe 1 diffusée l'après-midi.

### Carrière à la télévision
Elle débute à la télévision à TF1 au côté de Christophe Dechavanne dans Ciel, mon mardi !, puis de septembre 1991 à juin 1994, elle coprésente avec Jean-Pierre Pernaut sur TF1 le magazine mensuel Combien ça coûte ?,. TF1 lui confie entre juin 1992 et août 1995 qui remplace Evelyne Dheliat la pastille quotidienne À vrai dire sur la consommation, sponsorisée par Intermarché, Les Mousquetaires qui diffusé un programme court juste avant le journal de 13 heures de TF1 présenté par Jean-Pierre Pernaut en semaine et Claire Chazal en week-end.
D' octobre 1994 à juin 1997, elle anime et coproduit (avec Christophe Dechavanne) sur la même chaîne Famille, je vous aime, un magazine diffusé en seconde partie de soirée. 
En 1998, Isabelle Quenin rejoint le service public de télévision pour présenter La cinquième rencontre sur La Cinquième, puis en 2000 les émissions Service public et Studio conseils. 
En 2000, toujours sur le service public, elle est chroniqueuse sur France 3 dans Pourquoi, Comment ?, l'émission hebdomadaire de vulgarisation scientifique présenté par Sylvain Augier et Nathalie Simon.
En 2007, elle revient ensuite au sein du groupe TF1 en présentant le magazine sur l'univers de la maison MaisOn en parle sur la chaîne Du côté de chez vous TV.